# 伊塔皮拉
伊塔皮拉是巴西圣保罗州的一个市镇。总面积517.504平方公里，总人口68396人，人口密度132.2人/平方公里。